# 3FM Serious Request 2007
3FM Serious Request 2007 was de vierde editie van Serious Request, de jaarlijks terugkerende actie van de Nederlandse radiozender 3FM waarbij geld wordt ingezameld voor projecten van het Rode Kruis. Deze editie stond in het teken van schoon drinkwater, en vond plaats van woensdag 19 tot en met maandag 24 december 2007 op het Plein in Den Haag.

## Voorgeschiedenis
Op 30 augustus 2007 werd het goede doel van de vierde editie van 3FM Serious Request bekendgemaakt, wederom in samenwerking met het Rode Kruis: het realiseren van betere drinkwatervoorzieningen in de wereld.
Deze editie van 3FM Serious Request vond in tegenstelling tot de voorgaande jaren niet plaats op de Neude in Utrecht, maar op het Plein in Den Haag. Hiervoor is niet alleen gekozen omdat Den Haag is uitgeroepen tot Rode Kruis-stad, maar ook omdat het Rode Kruis in 2007 zeventig jaar in de stad gevestigd was.

### De dj-verkiezing
Luisteraars stemden in de periode van 30 november tot 7 december welke diskjockeys het glazen huis in zouden gaan. Twee van de bewoners van het glazen huis in 2006, Giel Beelen en Sander Lantinga, hadden zich niet herkiesbaar gesteld. De tien kandidaten waren Bart Arens, Coen Swijnenberg, Gerard Ekdom, Klaas van Kruistum, Michiel Veenstra, Miranda van Holland, Paul Rabbering, Rob Stenders, Rudy Mackay en Sander de Heer. Op 7 december bleek dat de meeste stemmen waren gevallen op Michiel Veenstra, Gerard Ekdom en Rob Stenders die vervolgens het Glazen Huis ook daadwerkelijk ingingen. Op 19 december werden aan het begin van de actie de dj's door Prins Willem Alexander in het Glazen Huis opgesloten.
Op Nederland 3 werd iedere avond van 17 tot en met 24 december de Serious Request Update uitgezonden. Hierin volgden Sophie Hilbrand en Giel Beelen de drie dj's in het Glazen Huis.

## Opbrengst
Minister Bert Koenders van ontwikkelingssamenwerking kwam met het nieuws dat de regering het bedrag dat wordt opgehaald zou verdubbelen, terwijl er bij de vorige edities één miljoen euro werd geschonken. De minister gaf aan: "we willen geen Sinterklaas spelen, maar de mensen motiveren".
Als speciale actie ging Coen Swijnenberg langs de Glazen Huizen in Leuven en Genève. De steun van 3806 3FM-luisteraars leverde in totaal (3806 x 14 liter x € 1,00 per liter =) € 53.284 op.

### Tijdschema
| Dag       | Dag       | 02.00–06.00 Graveyardshift | 06.00–10.00        | 10.00–14.00 | 14.00–18.00 | 18.00–22.00        | 22.00–02.00 | Slaapgast        |                  | Stand (rond 16.45) |
| --------- | --------- | -------------------------- | ------------------ | ----------- | ----------- | ------------------ | ----------- | ---------------- | ---------------- | ------------------ |
| 1         | wo 19 dec | —                          | 09.00–10.00 Gerard | Rob         | Michiel     | Rob                | Gerard      | Albert Verlinde  | € 102.360        |                    |
| 2         | do 20 dec | Michiel                    | Gerard             | Rob         | Michiel     | Gerard             | Michiel     | Humberto Tan     | € 248.982        |                    |
| 3         | vr 21 dec | Rob                        | Gerard             | Rob         | Michiel     | Rob                | Gerard      | Birgit Schuurman | € 476.337        |                    |
| 4         | za 22 dec | Michiel                    | Gerard             | Rob         | Michiel     | Gerard             | Michiel     | Guus Meeuwis     | € 842.243        |                    |
| 5         | zo 23 dec | Rob                        | Gerard             | Rob         | Michiel     | Gerard             | Rob         | Claudia de Breij | geen tussenstand |                    |
| 6         | ma 24 dec | Michiel                    | Gerard             | Rob         | Michiel     | 18.00–19.00 Gerard | —           | —                | geen tussenstand |                    |
| Eindstand | Eindstand | Eindstand                  | Eindstand          | Eindstand   | Eindstand   | Eindstand          | Eindstand   | Eindstand        | Eindstand        | € 5.249.466        |